# Nordic Futsal Cup 2021
Nordic Futsal Cup 2021 var den sjunde upplagan av Nordic Futsal Cup, turneringen spelades i Karlskrona i Sverige. Turneringen vanns av Norge som tog sin första titel. Finland som tidigare dominerat turneringen valde att dra sig ur årets turnering innan den startat.

## Tabell
| Nr | Lag      | S | V | O | F | GM | IM | MS | P |
| -- | -------- | - | - | - | - | -- | -- | -- | - |
| 1  | Norge    | 3 | 2 | 1 | 0 | 10 | 5  | +5 | 7 |
| 2  | Sverige  | 3 | 1 | 1 | 1 | 11 | 6  | +5 | 4 |
| 3  | Danmark  | 3 | 1 | 1 | 1 | 10 | 11 | −1 | 4 |
| 4  | Grönland | 3 | 0 | 1 | 2 | 7  | 16 | −9 | 1 |
| 5  | Finland  | 0 | 0 | 0 | 0 | 0  | 0  | 0  | 0 |

## Matcher
|             | 15 december 2021 | Danmark            | 1 – 5           | Norge | Brinova Arena                                             |                                                           |
| 15:00 UTC+1 | 15:00 UTC+1      | Mads Larsen 34:03′ | (0 – 2) Rapport | 6:55′ Tobias Schjetne 14:08′ Kenneth Rakvaag 22:15′ Christopher Moen 36:32′ Sindre Welo 40:00′ Petter Høvik | Karlskrona Publik: 136 Domare: George Jansizian (Sverige) | Karlskrona Publik: 136 Domare: George Jansizian (Sverige) |
| 15:00 UTC+1 | 15:00 UTC+1      |                    |                 | | Karlskrona Publik: 136 Domare: George Jansizian (Sverige) | Karlskrona Publik: 136 Domare: George Jansizian (Sverige) |
| 15:00 UTC+1 | 15:00 UTC+1      |                    |                 | | Karlskrona Publik: 136 Domare: George Jansizian (Sverige) | Karlskrona Publik: 136 Domare: George Jansizian (Sverige) |

|             | 15 december 2021 | Grönland                  | 1 – 7           | Sverige | Brinova Arena                                          |                                                        |
| 19:00 UTC+1 | 19:00 UTC+1      | Katu Madsen 36:44′ (str.) | (0 – 5) Rapport | 3:31′, 14:29′ Flamur Tahiri 11:36′ Petrit Zhubi 19:12′ Noraldin Azizi 19:40′ Adnan Cirak 30:54′ Jonathan Rasch 38:15′ Fehim Smajlovic | Karlskrona Publik: 268 Domare: Daniel Sørensen (Norge) | Karlskrona Publik: 268 Domare: Daniel Sørensen (Norge) |
| 19:00 UTC+1 | 19:00 UTC+1      |                           |                 | | Karlskrona Publik: 268 Domare: Daniel Sørensen (Norge) | Karlskrona Publik: 268 Domare: Daniel Sørensen (Norge) |
| 19:00 UTC+1 | 19:00 UTC+1      |                           |                 | | Karlskrona Publik: 268 Domare: Daniel Sørensen (Norge) | Karlskrona Publik: 268 Domare: Daniel Sørensen (Norge) |

|             | 16 december 2021 | Norge                                          | 2 – 2           | Grönland                                         | Brinova Arena                                        |                                                      |
| 15:00 UTC+1 | 15:00 UTC+1      | Adrian Pedersen 17:04′ Christopher Moen 39:51′ | (1 – 2) Rapport | 1:28′ Patrick Frederiksen 8:36′ Lars Erik Reimer | Karlskrona Publik: 111 Domare: Odai Alwani (Sverige) | Karlskrona Publik: 111 Domare: Odai Alwani (Sverige) |
| 15:00 UTC+1 | 15:00 UTC+1      |                                                |                 |                                                  | Karlskrona Publik: 111 Domare: Odai Alwani (Sverige) | Karlskrona Publik: 111 Domare: Odai Alwani (Sverige) |
| 15:00 UTC+1 | 15:00 UTC+1      |                                                |                 |                                                  | Karlskrona Publik: 111 Domare: Odai Alwani (Sverige) | Karlskrona Publik: 111 Domare: Odai Alwani (Sverige) |

|             | 16 december 2021 | Sverige                                       | 2 – 2           | Danmark                                           | Brinova Arena                                          |                                                        |
| 19:00 UTC+1 | 19:00 UTC+1      | Haidar Bejan 36:46′ Fredrik Söderqvist 37:58′ | (0 – 0) Rapport | 26:10′ Arfanullah Habibi 39:47′ Christoffer Haagh | Karlskrona Publik: 857 Domare: Daniel Sørensen (Norge) | Karlskrona Publik: 857 Domare: Daniel Sørensen (Norge) |
| 19:00 UTC+1 | 19:00 UTC+1      |                                               |                 |                                                   | Karlskrona Publik: 857 Domare: Daniel Sørensen (Norge) | Karlskrona Publik: 857 Domare: Daniel Sørensen (Norge) |
| 19:00 UTC+1 | 19:00 UTC+1      |                                               |                 |                                                   | Karlskrona Publik: 857 Domare: Daniel Sørensen (Norge) | Karlskrona Publik: 857 Domare: Daniel Sørensen (Norge) |

|             | 18 december 2021 | Sverige                                       | 2 – 3           | Norge                                                             | Brinova Arena                                             |                                                           |
| 13:00 UTC+1 | 13:00 UTC+1      | Fehim Smajlovic 18:12′ Liridon Makolli 30:23′ | (1 – 1) Rapport | 8:04′ Lars Røttingsnes 22:27′ Oskar Andreassen 23:24′ Sindre Welo | Karlskrona Publik: 512 Domare: George Jansizian (Sverige) | Karlskrona Publik: 512 Domare: George Jansizian (Sverige) |
| 13:00 UTC+1 | 13:00 UTC+1      |                                               |                 |                                                                   | Karlskrona Publik: 512 Domare: George Jansizian (Sverige) | Karlskrona Publik: 512 Domare: George Jansizian (Sverige) |
| 13:00 UTC+1 | 13:00 UTC+1      |                                               |                 |                                                                   | Karlskrona Publik: 512 Domare: George Jansizian (Sverige) | Karlskrona Publik: 512 Domare: George Jansizian (Sverige) |

|             | 18 december 2021 | Danmark | 7 – 4           | Grönland                                                                                 | Brinova Arena                            |                                          |
| 17:00 UTC+1 | 17:00 UTC+1      | Emil Rasmussen 8:06′, 30:11′, 38:06′ Zakaria El-Ouaz 19:00′ Christopher Haagh 39:25′ Mads Falck 39:38′ 39:56′ (sjm.) | (2 – 2) Rapport | 3:18′ John-Ludvig Broberg 10:48′, 22:53′ Lars Erik Reimer 39:10′ Karsten Møller Andersen | Karlskrona Domare: Odai Alwani (Sverige) | Karlskrona Domare: Odai Alwani (Sverige) |
| 17:00 UTC+1 | 17:00 UTC+1      | |                 |                                                                                          | Karlskrona Domare: Odai Alwani (Sverige) | Karlskrona Domare: Odai Alwani (Sverige) |
| 17:00 UTC+1 | 17:00 UTC+1      | |                 |                                                                                          | Karlskrona Domare: Odai Alwani (Sverige) | Karlskrona Domare: Odai Alwani (Sverige) |

## Anmärkningslista
1. ↑  Publiksiffra för Danmark–Grönland saknas, publiksnittet uträknat på 5 matcher är 377.